# Морски шах
Морският шах (на английски: Tic-tac-toe или noughts and crosses – „нули и хиксове“, на ирландски: Xs and Os), е игра на хартия и молив за двама играчи, кръстени X и O, които се редуват да маркират пространствата в мрежа 3×3. Играчът, който успее да постави три от своите маркери в диагонален, хоризонтален или вертикален ред, е победителят. Това е стратегическа игра, чийто изход може да е победа, загуба или равенство за всеки от играчите.

## Произход
Игрите, играни на дъски разграфени на три реда, могат да бъдат проследени до Древен Египет, където такива дъски са открити на керемиди, датиращи от около 1300 г. пр. н.е.